# Minnesängerbrunnen

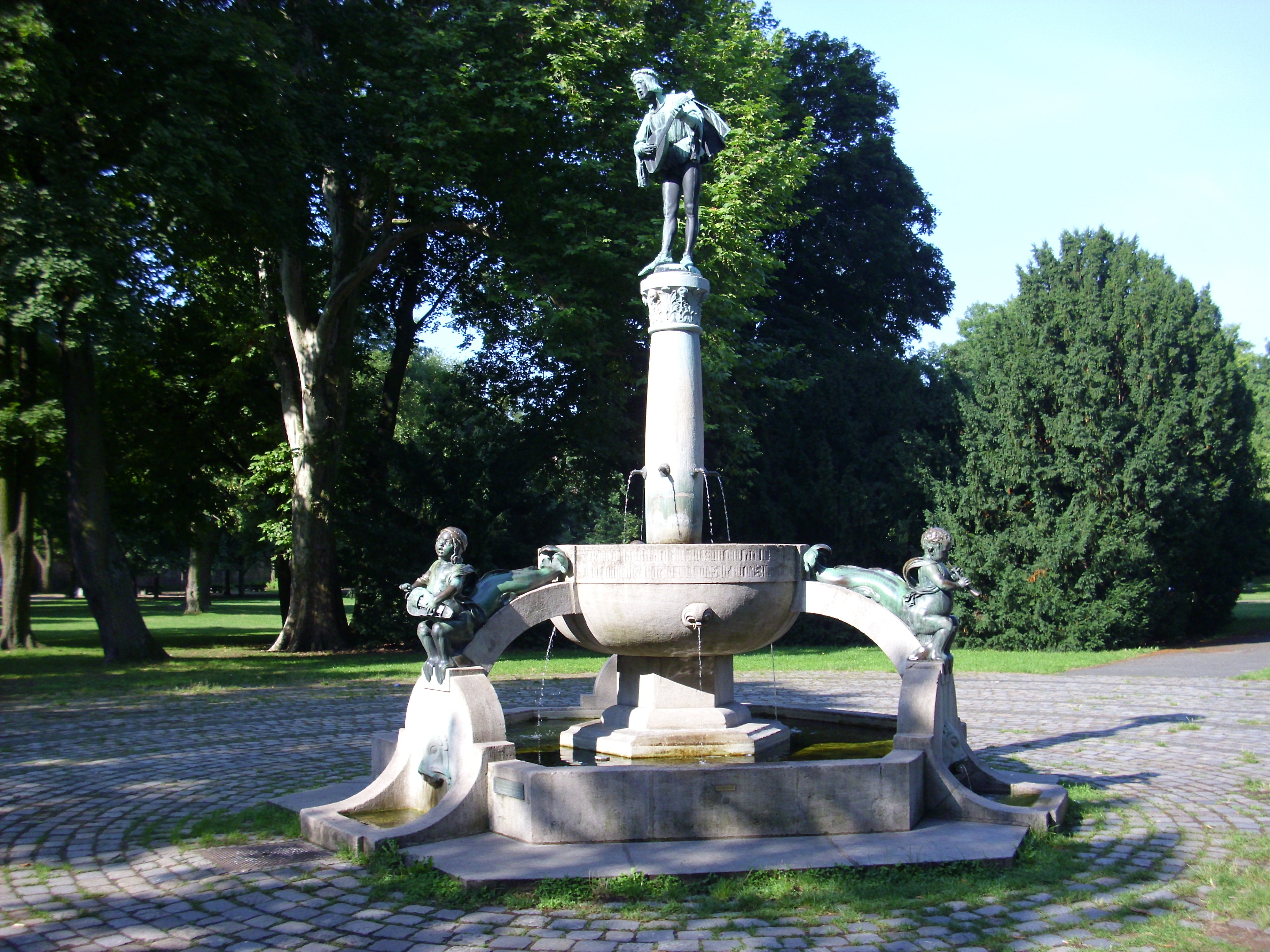
Minnesängerbrunnen im Rosenaupark

Der Minnesängerbrunnen ist ein Jugendstil-Springbrunnen von Philipp Kittler aus dem Jahr 1903 und zählt zu den Kunst- und Baudenkmälern der Stadt Nürnberg. Er befand sich ursprünglich in der Nürnberger Prateranlage, ehe er 1936 wohl aus politischen Gründen eingelagert und im Anschluss in veränderter Form wieder im angrenzenden Rosenaupark aufgebaut wurde.

## Geschichte
Aufgrund einer Stiftung von Babette Bach, geborene Rosenheim (1835–1909), der Witwe des 1897 verstorbenen Spiegelglasfabrikanten Joseph Bach, schrieb die Stadt Nürnberg einen Wettbewerb zur Verschönerung der Prateranlage mittels einer Brunnenanlage aus. Aus 53 Einreichungen wählte das Preisgericht den Entwurf aus der Hand des Bildhauers Philipp Kittler und seines Assistenten Ferdinand Göschel. Gegossen wurden die Plastiken von Christoph Lenz und Johann Brandstätter in der Werkstätte Jacob Daniel Burgschmiets im Stadtteil St. Johannis, der heutigen Kunstgießerei Lenz. Die Steinmetzarbeiten führte Ferdinand Göschel aus. Die feierliche Enthüllung des Brunnens an der nordöstlichen Ecke der Prateranlage ferfolgte am 1. November 1905.
1936 wurde der Brunnen im Zuge der Errichtung einer Wendeschleife für die Straßenbahn sowie der Verbreiterung der Straße am Spittlertorgraben abgebaut und eingelagert. Da der Standort der Anlage jedoch gar nicht von den Arbeiten betroffen war, wurde der Brunnen vermutlich auf Grund der jüdischen Herkunft der Stifterin Babette Bach aus der herrschenden nationalsozialistischen Gesinnung heraus entfernt. Das gleiche Schicksal traf bereits 1934 den ebenfalls durch jüdisches Mäzenatentum aufgestellten und später abgebauten Neptunbrunnen auf dem Hauptmarkt.
Sowohl die Jugendstilelemente als auch die Stifterinneninschrift wurden entfernt. Über den Zeitpunkt der Neuaufstellung des Brunnens im angrenzenden Rosenaupark gibt es verschiedene Angaben. Manchen Quellen zufolge wurde er bereits 1938 wieder aufgestellt, während andere einen Zeitpunkt nach dem Zweiten Weltkrieg nennen. Mittlerweile wurde der Name der Stifterin wieder mittels einer Bronzetafel angebracht.

## Beschreibung

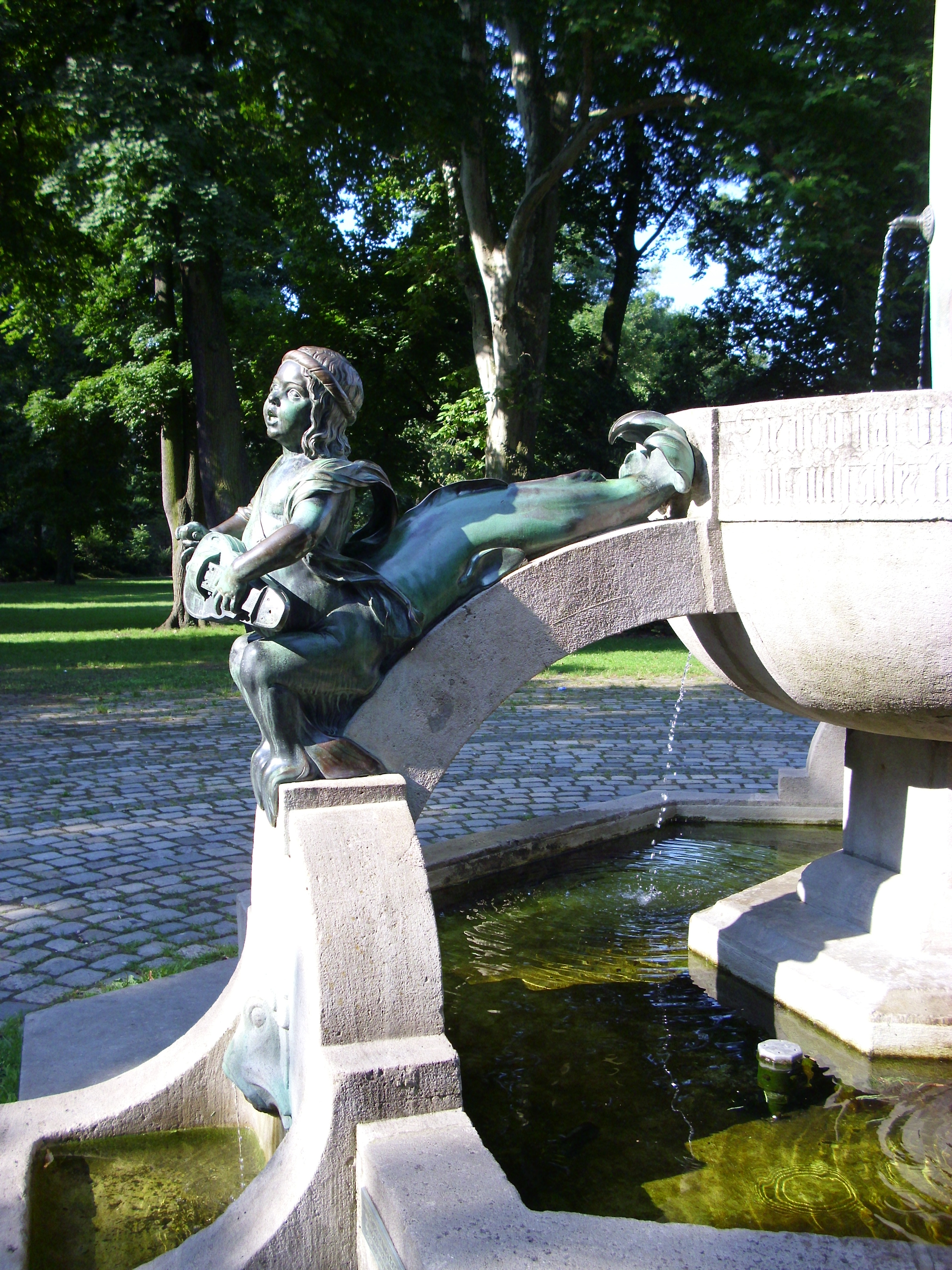
Fischschwänzige Kinderfigur mit Fidel

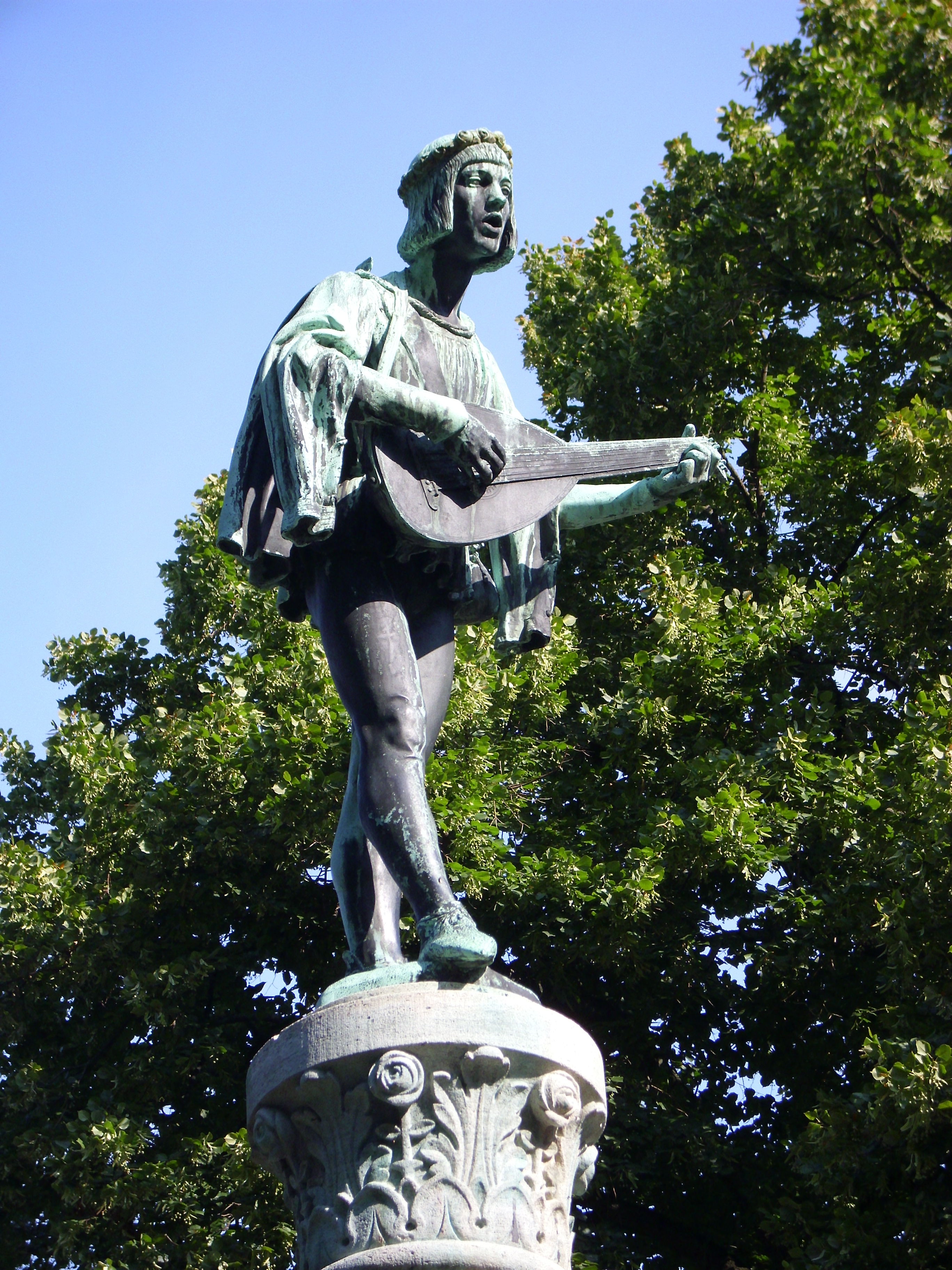
Auf der Säule stehender Minnesänger

Die Anlage ist dem deutschen Minnesang des Mittelalters gewidmet und verklärt im Sinne der Wandervogelromantik die Figur des mittelalterlichen Liebesliedsängers. Obwohl Theodor Hampe, damaliger zweiter Direktor des Germanischen Nationalmuseums bei dem beauftragten Bildhauer Kittler zu erreichen suchte, lieber ein Bildwerk mit Bezug zum deutschen Volkslied zu schaffen, bestand die Stadtspitze jedoch darauf, lieber den Minnesang zu ehren.
Auf einem sechseckigen Sockel aus Granit erhebt sich ein ebenfalls sechseckiges Wasserbecken, an dem sich an drei Seiten Beckeneinfassungen mit fischköpfigen Wasserspeiern in Formen des Jugendstils befinden. In der Mitte ist auf einem sechseckigen Sockel eine weitere runde Wasserschale installiert, die mittels zungenartiger Stützbögen mit den unteren drei Einfassungen verbunden ist. Auf diesen sitzen fischschwänzige Kinderfiguren aus Bronze, die mit Fidel, Drehleier und Schalmei jeweils ein anderes Musikinstrument spielen. In der Mitte des oberen Wasserbeckens ragt eine Säule empor, auf der die Bronzefigur eines lautespielenden Minnesängers in mittelalterlichem Gewand steht. An der Säule selbst befinden sich ebenfalls sechs Wasserspeier. Auf der oberen Brunnenschale ist zudem ein Liebesgedicht von 1471 eingraviert, dessen Textvorlage Theodor Hampe lieferte.
In der ursprünglichen Fassung, vor der Umgestaltung durch die Nationalsozialisten, schmückte eine bronzene Blätterkrone die Säule, auf der dann der Minnesänger stand. Zudem waren die Wasserspeier in der Säule in der Originalfassung Seeungeheuer, die jedoch zu Gunsten einer glatten Säule entfernt wurden. Auch die ursprünglichen Jugendstilkasetten an den Seiten und Beckeneinfassungen des unteren Wasserbeckens wurden geglättet und geschliffen. Außerdem wurde die Höhe des Granitsockels verringert.